# Circonscription de Girar Jareso
La circonscription de Girar Jareso est une des 177 circonscriptions législatives de l'État fédéré Oromia, elle se situe dans la Zone Nord Shoa. Son représentant actuel est Miliyon Asefa Mersha.